# Lukáš Vaculík (Freestyle-Skier)
Lukáš Vaculík (* 5. Oktober 1986 in Vítkov) ist ein ehemaliger tschechischer Freestyle-Skier. Er war auf die Disziplinen Moguls und Dual Moguls (Buckelpiste) spezialisiert.

## Werdegang
Vaculík nahm im März 2004 in Špindlerův Mlýn erstmals im Freestyle-Skiing-Weltcup teil, wobei er den 33. Platz im Moguls errang. In den folgenden Jahren belegte er bei den Weltmeisterschaften 2005 in Ruka den 38. Platz im Moguls sowie den 33. Rang im Dual Moguls, bei den Juniorenweltmeisterschaften 2006 in Krasnoe Ozero den 31. Platz im Dual Moguls sowie den zehnten Rang im Moguls und bei den Weltmeisterschaften 2007 in Madonna di Campiglio den 31. Platz im Dual Moguls sowie den 23. Rang im Moguls. In der Saison 2008/09 wurde er mit drei Top-Zehn-Platzierungen Achter in der Moguls-Disziplinenwertung des Europacups und kam bei den Weltmeisterschaften 2009 in Inawashiro auf den 42. Platz im Dual Moguls sowie auf den 19. Rang im Moguls. Im folgenden Jahr errang er bei den Olympischen Winterspielen in Vancouver den 26. Platz im Moguls. In der Saison 2010/11 erreichte er in Lake Placid mit dem Plätzen 17 und 16 seine besten Platzierungen im Weltcup und zum Saisonende mit dem 32. Platz im Moguls-Weltcup sein bestes Gesamtergebnis. Dies waren zugleich seine letzten Teilnahmen im Weltcup. Bei den Weltmeisterschaften 2011 in Deer Valley belegte er den 22. Platz im Moguls sowie den 20. Rang im Dual Moguls und bei den Weltmeisterschaften 2013 in Voss den 48. Platz im Moguls sowie den 37. Rang im Dual Moguls.
Seine Schwester Tereza Vaculíková war ebenfalls als Freestyle-Skierin aktiv.

## Erfolge

### Olympische Spiele
- 2010 Vancouver: 26. Platz Moguls

### Weltmeisterschaften
- 2005 Ruka: 33. Platz Dual Moguls, 38. Platz Moguls
- 2007 Madonna di Campiglio: 23. Platz Moguls, 31. Platz Dual Moguls
- 2009 Inawashiro: 19. Platz Moguls, 42. Platz Dual Moguls
- 2011 Deer Valley: 20. Platz Dual Moguls, 22. Platz Moguls
- 2013 Voss: 37. Platz Dual Moguls, 48. Platz Moguls

### Weltcupwertungen
| Saison  | Gesamt | Gesamt | Moguls | Moguls |
| Saison  | Platz  | Punkte | Platz  | Punkte |
| ------- | ------ | ------ | ------ | ------ |
| 2005/06 | 195.   | 1      | 63.    | 7      |
| 2006/07 | -      | -      | 58.    | 2      |
| 2007/08 | 184.   | 1      | 52.    | 10     |
| 2008/09 | 175.   | 1      | 46.    | 12     |
| 2009/10 | 137.   | 2      | 49.    | 22     |
| 2010/11 | 116.   | 5      | 32.    | 54     |

### Weitere Erfolge
- Juniorenweltmeisterschaften 2006: 10. Platz Moguls, 31. Platz Dual Moguls
- 5 Podestplätze, davon 1 Sieg im Europacup